# José de Paz
José de Paz Ribera (fl 1706-1739), fue un pintor barroco español, activo en Madrid y Toledo, nombrado pintor del rey Felipe V sin gajes el 29 de agosto de 1712.
Relacionado con Juan Vicente de Ribera y con su sobrino, el también pintor Pedro de Peralta, en cuyo matrimonio (1706) actuó como testigo, consta su intervención junto con ellos en las mutaciones del Real Coliseo del Buen Retiro. Así en 1722 se encargó de uno de los telones empleados en la representación teatral de Angélica y Medoro, para la que pintó un cielo de nubes entre las que se abría paso la galera de los protagonistas conducida por cupidillos y una estrella con las ninfas entre sus puntas, completándose el decorado con una «máquina de olas» en la que se podían encontrar delfines y monstruos marinos.
En 1724 el ayuntamiento de Toledo le encomendó la ejecución del túmulo que se había de alzar en la iglesia catedral con motivo de las exequias por Luis I, para el que había presentado un proyecto en competencia con otros artistas, titulados maestros de obras y arquitectos. El mismo año otorgó poderes a Jerónimo Ezquerra en el pleito que algunos pintores de Madrid interpusieron contra el nombramiento de Antonio Palomino y Juan García de Miranda como tasadores oficiales, siendo Paz uno de los que vio reconocido por el Consejo de Castilla su derecho al ejercicio de esta tarea, con la que los pintores obtenían un complemento a sus emolumentos. 
Sin demora, en 1726 tasó la pequeña colección de pinturas del clérigo Cosme Francisco Palacios, capellán de Felipe V. En el documento, en el que decía tener 39 años, se titulaba «profesor del arte de la pintura en esta Corte, pintor de Su Magestad, y uno de los tasadores nombrados por su Real Consejo». Todavía en 1739, en la última noticia que se tiene de su actividad, tasaba las pinturas dejadas por Luis Meléndez, boticario, diciendo en esta ocassión ser de edad de 50 años.
Perdidas todas las obras mencionadas, por su carácter efímero, todo lo que de su mano se conoce es una Inmaculada conservada en la iglesia de San Juan Bautista de Toledo, firmada con el título de «Pictor Regius» en 1728, obra «de alegre colorido» según Alfonso E. Pérez Sánchez. Ceán Bermúdez, por su lado, mencionaba únicamente como obra suya un San Julián en la desaparecida iglesia del Convento de Nuestra Señora de la Merced de Madrid.